# ال پوتنت (کانتابریا)
ال پوتنت (به اسپانیایی: El Puente) یک منطقهٔ مسکونی در اسپانیا است که در Guriezo واقع شده‌است. ال پوتنت  ۵۳۵ نفر جمعیت دارد و ۴۰ متر بالاتر از سطح دریا واقع شده‌است.